# Schäfersteinpfad

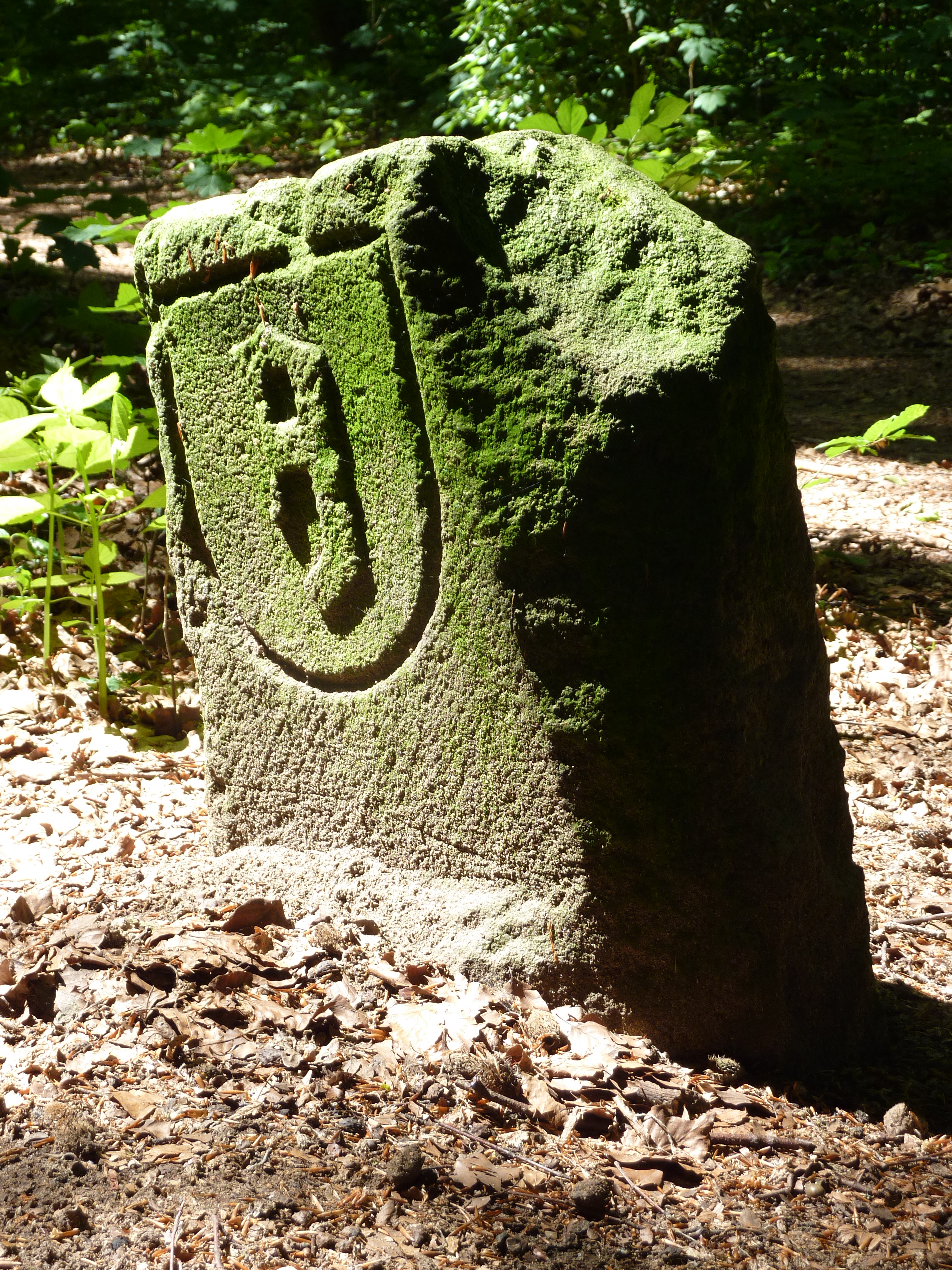
Grenzstein mit spiegelverkehrtem Buchstaben F als Symbol für Frankfurt

Der Schäfersteinpfad ist ein historischer Grenzweg aus dem 15. Jahrhundert in der Stadt Frankfurt am Main. Der Pfad markierte seit dem Jahr 1484 die Flurstücksgrenze zweier als Viehweide genutzter bewaldeter Gebiete (Hutewald) im Frankfurter Stadtwald – die der Stadt Frankfurt und die der in Sachsenhausen ansässigen Kommende des Deutschen Ordens. Seit dem 20. Jahrhundert wird der Schäfersteinpfad als Rundwanderweg genutzt. Er führt entlang der an ihren historischen Standorten erhalten gebliebenen Grenzsteine aus dem späten 15. Jahrhundert.

## Geschichte
Im Jahr 1372 hatte Karl IV., seit 1355 römisch-deutscher Kaiser, wegen Zahlungsschwierigkeiten die Grundherrschaft über einen an Frankfurt verpfändeten Teil des kaiserlichen Forstes Wildbann Dreieich an die Stadt abtreten müssen. Zugleich musste er der Stadt das Amt des Schultheißen überlassen, wodurch Frankfurt zur Freien Reichsstadt wurde. Bei dem abgetretenen Gelände handelte es sich um ein zwischen dem Dorf Niederrad und dem Stadtteil Sachsenhausen gelegenes Waldstück, das südlich an den Fluss Main angrenzte. Der Besitzerwechsel führte zu einem Konflikt mit dem Deutschen Orden, der seit dem 13. Jahrhundert in Sachsenhausen eine seiner bedeutendsten Kommenden im Heiligen Römischen Reich Deutscher Nation hatte. Der Orden beanspruchte Weidegerechtigkeit für ein ausgedehntes, Holzhecke genanntes Flurstück auf dem vom Kaiser überlassenen Gebiet. Diesen Anspruch leitete der Deutsche Orden aus dem seit 1221 in seinem Besitz befindlichen Sandhof ab. Dieser Hof, wegen der dort betriebenen Schafzucht auch Schafhof genannt, war einer der die Stadt Frankfurt umgebenden Gutshöfe, der auf dem nördlichen Teil des Gebietes stand. (Der Flurname Holzhecke deutet hin auf einen dort befindlichen westlichen Ausläufer der seit dem Jahr 1396 errichteten Frankfurter Landwehr.) Der Streit zwischen Stadt und Orden konnte erst nach über 100 Jahren Dauer im Jahr 1484 beigelegt werden, indem die Stadt dem Orden für das Gebiet die Ablösesumme von 1.400 Gulden zahlte und diesem dort zusätzlich Weiderechte einräumte. Das vom Deutschen Orden für sich beanspruchte Gebiet wurde durch Grenzsteine und einen Graben markiert. Auf die Geschichte des Gebietes weisen vor Ort die Straßennamen Holzhecke und Deutschordenstraße sowie Sandhofstraße und Sandhöfer Allee im Stadtteil Niederrad hin.

## Grenzsteine

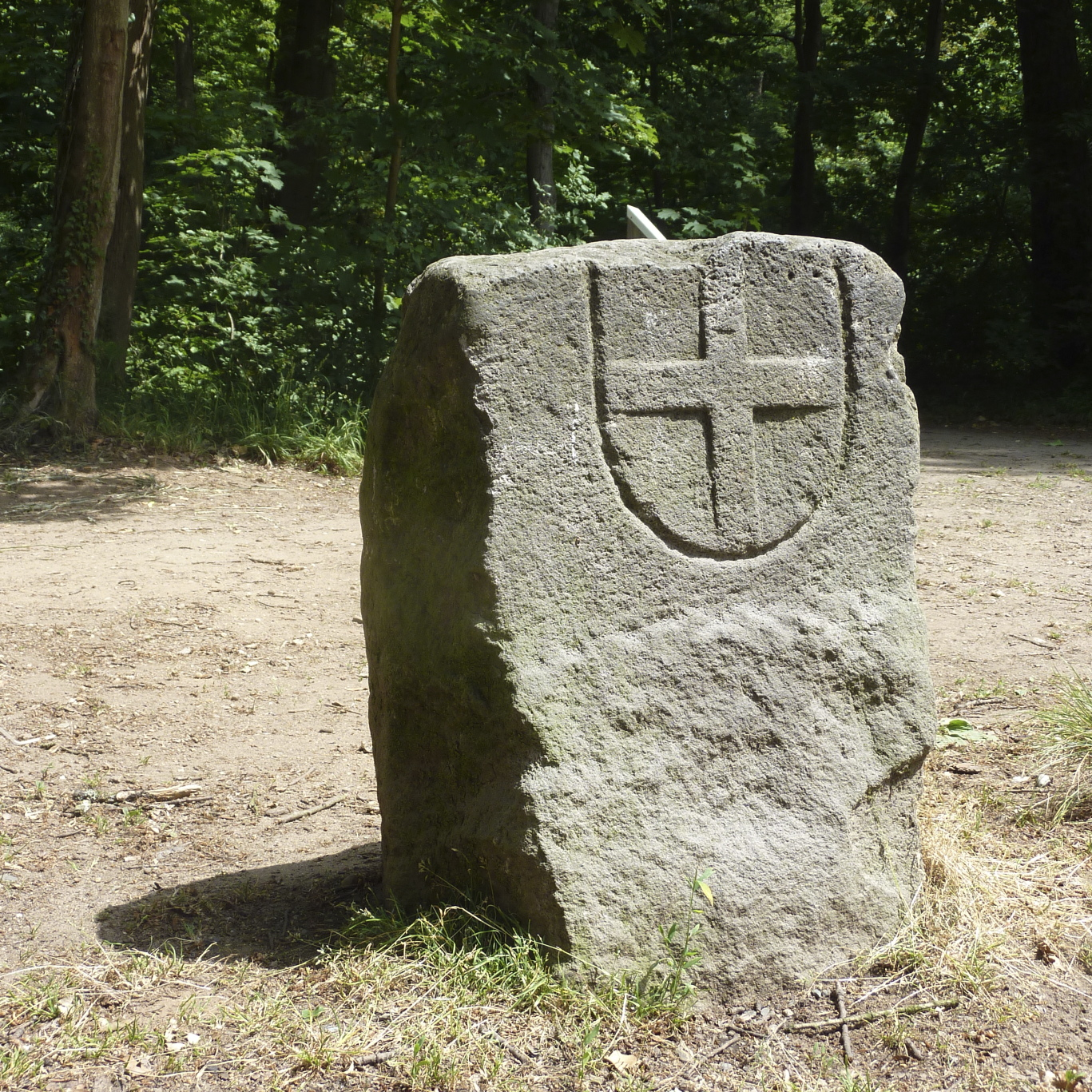
Grenzstein mit Balkenkreuz des Deutschen Ordens

Entlang des Pfades standen ursprünglich 60 Grenzsteine aus Basalt, Schäfersteine genannt, von denen 49 erhalten geblieben sind. Das Material dafür stammt wahrscheinlich aus einem seit dem Mittelalter genutzten, direkt am Pfad gelegenen Basalt-Steinbruch, der Schwarzsteinkaut, auf die bis heute der Straßenname Schwarzsteinkautweg hinweist (→ Kaute). Die Grenzsteine dienten der räumlichen Orientierung der dort tätigen Viehhüter – darunter die namensgebenden Schäfer – damit diese das von ihnen beaufsichtigte Nutzvieh nicht versehentlich auf fremdem Territorium weiden ließen. Die Grenzsteine tragen auf der dem Frankfurter Gebiet zugewandten Seite jeweils ein in den Stein gehauenes Wappenschild (in der im 13. Jahrhundert aufgekommenen spanischen Form) mit spiegelverkehrtem Fraktur-Großbuchstaben F für Frankfurt, auf der den damaligen Weidegebieten des Deutschen Ordens zugewandten Seite ein ebensolches Schild mit Balkenkreuz. Es wird vermutet, dass der spiegelverkehrte Buchstabe auf den Fehler eines leseunkundigen Steinmetzes des 15. Jahrhunderts zurückzuführen ist, der die Schablone für das Frankfurter Zeichen bei der Bearbeitung der Steine verkehrtherum aufgelegt hatte. Heimatforscher wie Wilhelm Ott halten diese Annahme für wenig glaubhaft und vermuten, dass der spiegelverkehrte Großbuchstabe F benutzt wurde, „[…] weil es sich nicht um eine Territorialgrenze, sondern nur um eine innerhalb des Stadtgebietes befindliche Gütergrenze handelt[e].“

## Ausdehnung der Grenzen des Schäfersteinpfades
Das vom Deutschen Orden im 14. und 15. Jahrhundert als Viehweide beanspruchte Gebiet ist bis in die Gegenwart nachweisbar durch die mehrheitlich an ihren ursprünglichen Standorten erhaltenen Grenzsteine. Die Ausdehnung dieses Gebietes lässt sich mittels eines von der Stadt Frankfurt herausgegebenen Stadtplans, in dem der Verlauf des heutigen Rundwanderwegs eingezeichnet ist, größtenteils nachvollziehen. Demnach reichte dieses Weidegebiet über etwa dreieinhalb Kilometer in nord-südlicher Ausdehnung von der heutigen Niederräder Landstraße im Norden (der genaue Verlauf des Grenzweges ist an dieser Stelle durch moderne Verkehrswege und Siedlungen nicht mehr erkennbar) bis zur Stadtgrenze von Neu-Isenburg im Süden.
Die westliche, durch den Schäfersteinpfad markierte Grenze, deren Verlauf mehrere Einschnitte nach Osten und Westen aufweist, folgt in ihrem nördlichen Abschnitt im Wesentlichen der heutigen Kennedyallee und verläuft südlich des Geländes des Frankfurter Wäldchestages in süd- bis süd-südöstlicher Richtung bis zur Neu-Isenburger Stadtgrenze. Der östliche Verlauf des Schäfersteinpfades reicht vom Park Louisa im Norden bis zum Waldspielpark Tannenwald im Süden. Das Weidegebiet des Deutschen Ordens hatte in west-östlicher Ausdehnung eine Breite von einem bis maximal eineinhalb Kilometern.

## Rundwanderweg

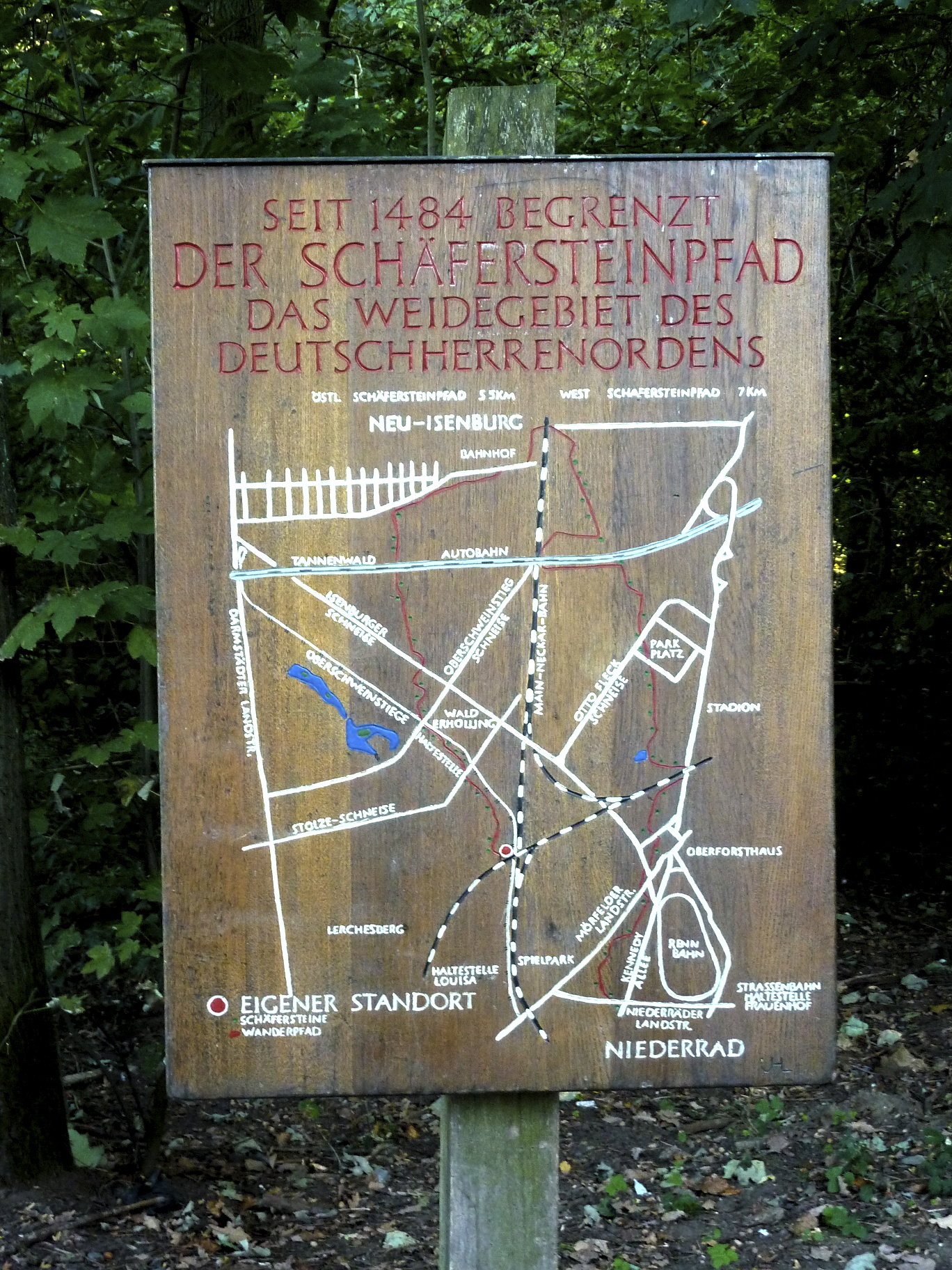
Tafel mit Lageplan des Rundwanderwegs (dunkelrote Linie). Die Himmelsrichtung Norden liegt auf dem Plan unten

Heute liegt der Schäfersteinpfad größtenteils auf dem bewaldeten Gebiet der südmainischen Frankfurter Stadtteile Niederrad und Sachsenhausen. Der 13 Kilometer lange ehemalige Grenzpfad wurde im Jahr 1967 vom Forstamt der Stadt Frankfurt als Rundwanderweg angelegt und ausgeschildert. Mehrere als Holz-Schnitzerei ausgeführte Tafeln informierten mittels Lageplan über den jeweiligen Standort. Ein nördlicher Teil des Schäfersteinpfades ist identisch mit dem dort eingerichteten, ebenfalls ausgeschilderten Oberforsthaus-Rundweg; ein kurzer südlicher Abschnitt des Schäferstein-Rundwanderwegs verläuft auf dem Stadtgebiet von Neu-Isenburg. Markante Punkte entlang des Wanderwegs sind die im 20. Jahrhundert im Frankfurter Stadtwald angelegten Teiche Jacobiweiher und Tiroler Weiher sowie ein kurzer Abschnitt des seit dem 12. Jahrhundert urkundlich belegten Königsbachs.

## Verkehrsanbindung
Dank der zahlreichen durch den Frankfurter Stadtwald verlaufenden Verkehrsadern ist der Rundwanderweg Schäfersteinpfad an mehreren Stellen mittels Individualverkehr und Öffentlichem Personennahverkehr zu erreichen.
- Ausgewiesene Parkplätze für den motorisierten Individualverkehr befinden sich an folgenden Stellen am Wanderweg oder in dessen unmittelbarer Nähe (im Uhrzeigersinn, beginnend im Norden): Waldspielpark Louisa/Mörfelder Landstraße, Isenburger Schneise/Oberschweinstiegschneise, Stadionbad/Mörfelder Landstraße, Isenburger Schneise/Am Oberforsthaus.

- Haltestellen von Straßenbahnlinien der Frankfurter Verkehrsgesellschaft VgF am Schäfersteinpfad (im Uhrzeigersinn, beginnend im Norden): Louisa Bahnhof (Linie 14), Oberschweinstiege (Linie 14), Stadion Straßenbahn (Linien 20, 21), Oberforsthaus (Linien 20, 21).

- S-Bahnhöfe: Bahnhof Frankfurt-Louisa, Bahnhof Neu Isenburg (beides Bahnhöfe der Linien S3 und S4)